# Oisc de Kent
Oisc (també escrit Aesc, Esc, Oeric, que vol dir «freixe») va ser el segon rei de Kent, el qual va governar aquest país durant quaranta-quatre anys, del 488 al 516.
No se sap gaire sobre ell, i la informació que hi ha és poc precisa i sospitosa de ser fabulada. Un dels principals motius per pensar que potser només sigui un mite és el seu nom, que per una banda té una certa semblança amb Ask, el nom del primer home, segons la mitologia nòrdica. Per altra banda, el nom també s'assembla als aesc, la raça de déus que Jordanes esmentava en el seu tractat sobre els germànics, De Getarum, un nom fàcil de recordar, ja que estava present en moltes poesies mitològiques i els reis posteriors podien haver-lo introduït com a avantpassat seu només per donar-se més prestigi. Segons alguns historiadors moderns Oisc podria ser una invenció dels cronistes, amb la intenció de deixar clar que Kent va ser el primer dels regnes anglosaxons.
Es diu que va ser el fill o el net de Hengist, un germànic que va arribar a l'illa de la Gran Bretanya juntament amb altres guerrers i es va establir en una zona a l'est on va crear el regne de Kent amb el consentiment dels pobladors locals, els britans. Segons la narració de Beda, ell es deia Oisc, però els britans li deien Oeric. També diu que va néixer a Germània i que va acompanyar el seu pare en el viatge a l'illa, cridats pel rei brità Vortigern. Va tenir un fill anomenat Octa, el qual el va succeir. Els seus descendents es feien dir Oiscingues.